# Master (2022)
Master is een Amerikaanse film uit 2022, geschreven en geregisseerd door Mariama Diallo.

## Verhaal
Op een elite-universiteit in New England streven drie Afro-Amerikaanse vrouwen ernaar hun plek te vinden. Gail Bishop (Regina Hall) werd pas aangesteld als Master (universiteitsdecaan) en ontdekt wat er achter de smetteloze gevel van de school schuilgaat. Eerstejaarsstudent Jasmine Moore (Zoe Renee) wordt geconfronteerd met een koele ontvangst als nieuweling en literatuurprofessor Liv Beckman (Amber Gray) botst met collega's die haar recht om erbij te horen in twijfel trekken. Ze komen alle drie in aanraking met het spookachtige verleden en heden van de school.

## Rolverdeling
| Acteur       | Personage     |
| ------------ | ------------- |
| Regina Hall  | Gail Bishop   |
| Zoe Renee    | Jasmine Moore |
| Talia Ryder  | Amelia        |
| Talia Balsam | Diandra       |
| Amber Gray   | Liv Beckman   |

## Productie
Master is het speelfilmdebuut van Mariama Diallo op basis van haar eigen scenario, geproduceerd en gedistribueerd door Amazon Studios. In november 2019 werd aangekondigd dat Regina Hall zich bij de cast van de film had gevoegd en in maart 2020 voegden Zoe Renee, Amber Gray, Molly Bernard en Nike Kadri zich bij de cast van de film. Het filmen begon in maart 2020 in New York  maar de productie van de film werd diezelfde maand stopgezet vanwege de coronapandemie.

## Release en ontvangst
Master ging op 22 januari 2022 in première op het Sundance Film Festival in de U.S. Dramatic Competition. De film kreeg overwegend positieve kritieken van de filmcritici, met een score van 74% op Rotten Tomatoes, gebaseerd op 27 beoordelingen.